# Couroupita guianensis
El ayahuma, taparón,  bala de cañón o granadillo (Couroupita guianensis) es una especie de árbol siempreverde, oriundo de la región guayanesa. El nombre de taparón se debe a la semejanza entre sus frutos y los de la tapara. Este árbol está relacionado con la nuez del Brasil, que es nativa de la Amazonia, pero se trata de dos especies distintas.
El árbol es confundido en Asia con el árbol de sal (Shorea robusta), un árbol considerado sagrado para hinduistas y budistas. C. guianensus fue introducido en 1881 por los británicos en Sri Lanka a partir de su plantación en el Real Jardín Botánico de Peradeniya cerca de Kandy.

## Descripción

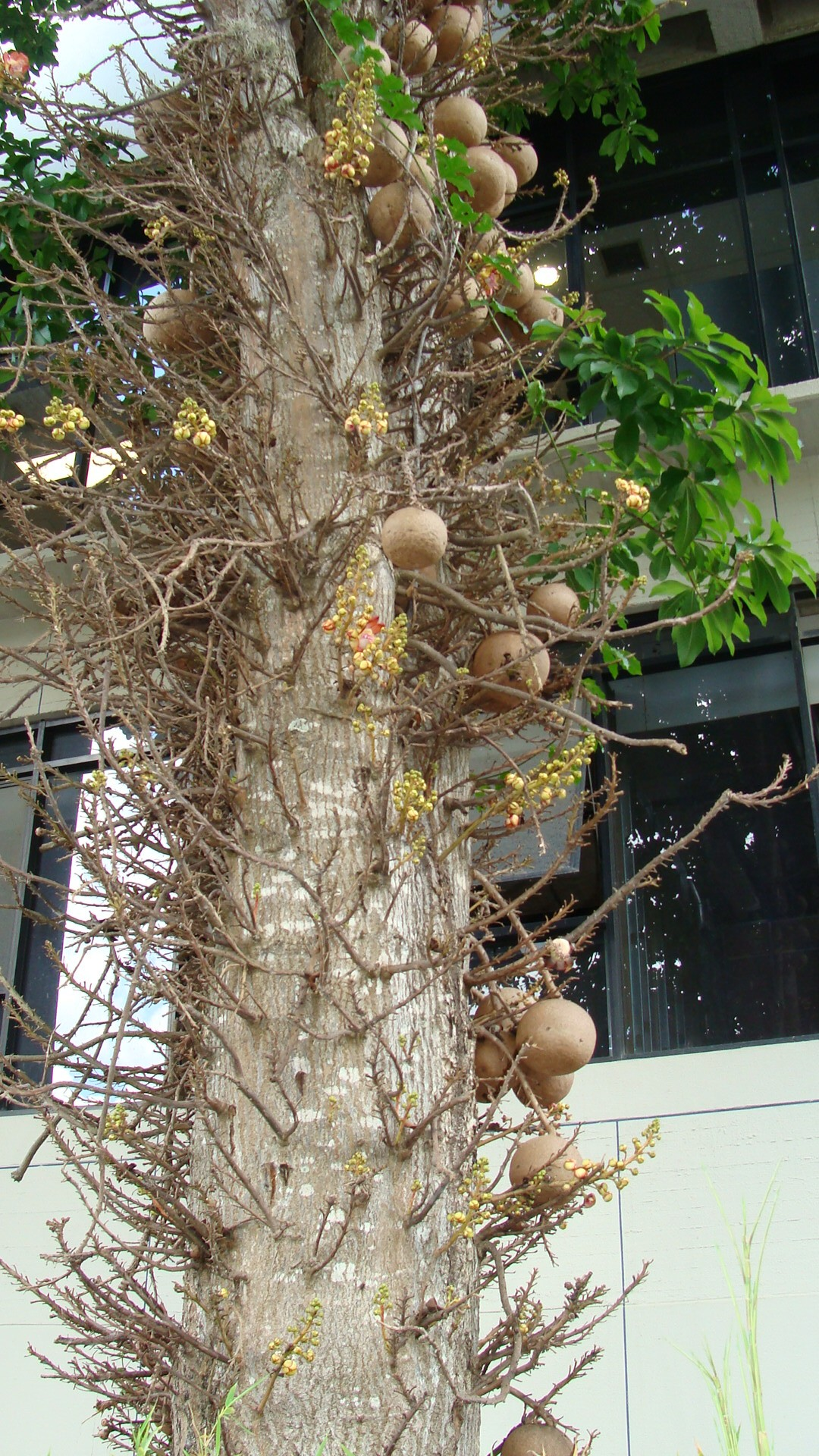
Tronco y frutos del taparón o bala de cañón.

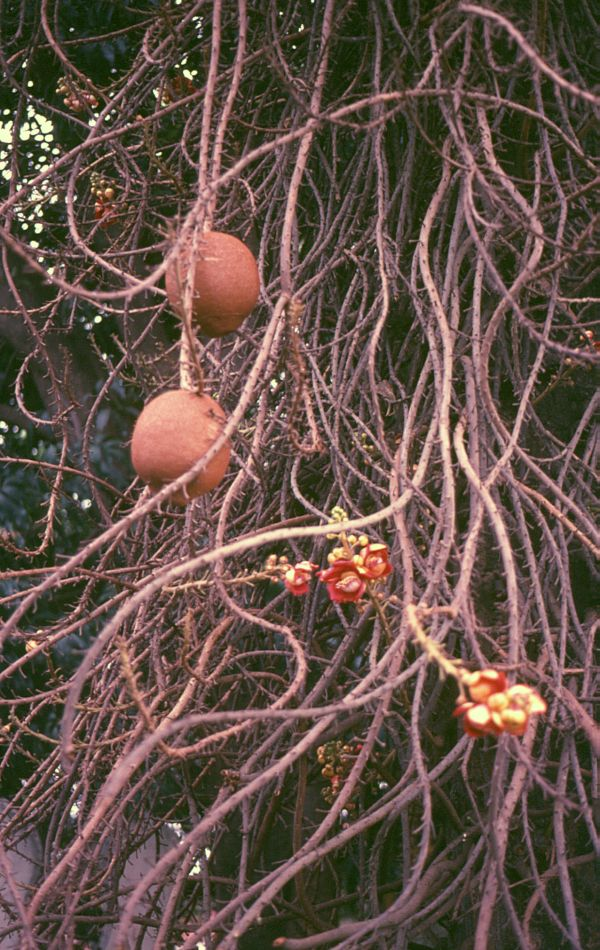
Frutos y flores de Couroupita guianensis.

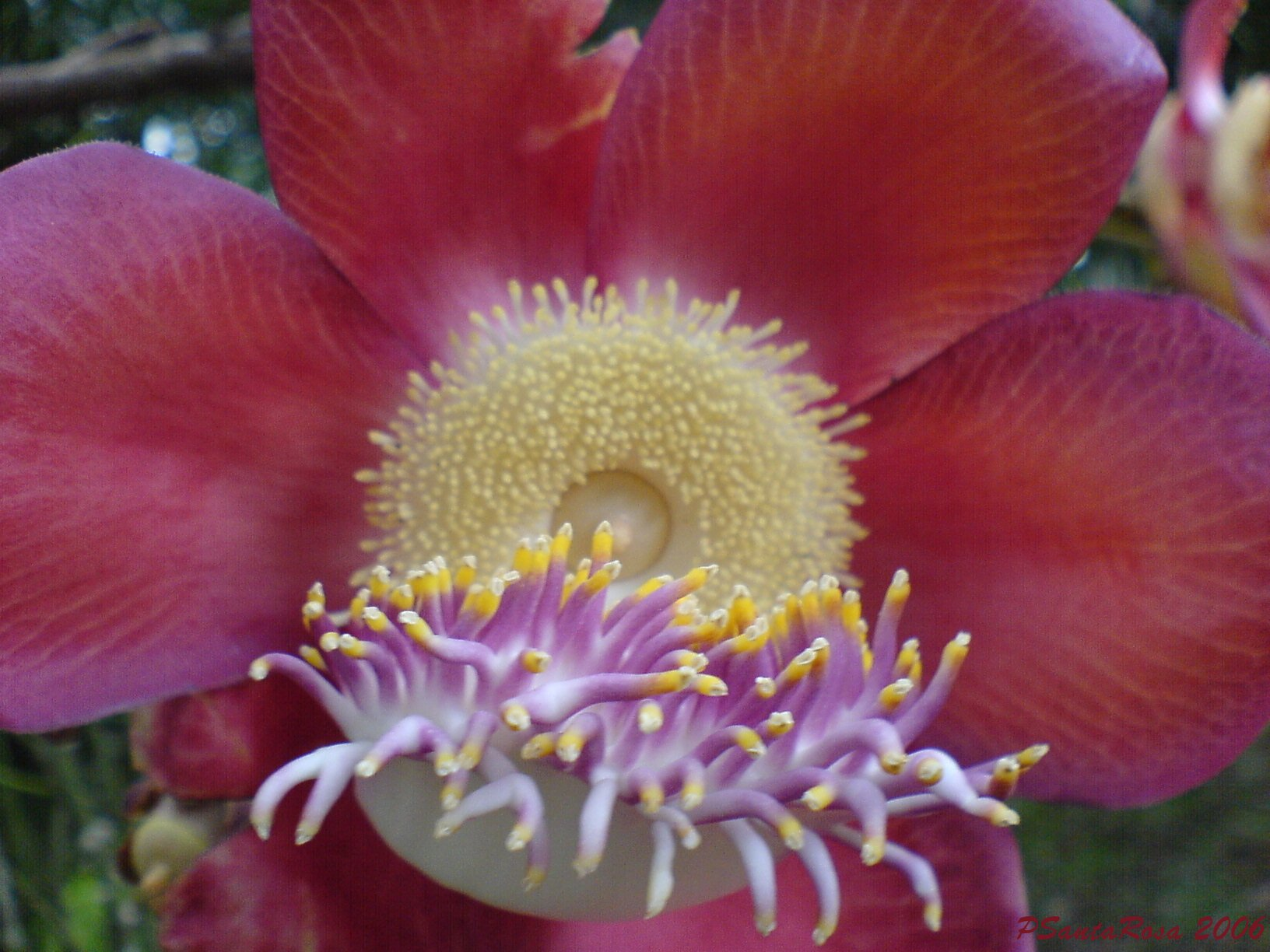
Detalle de la flor

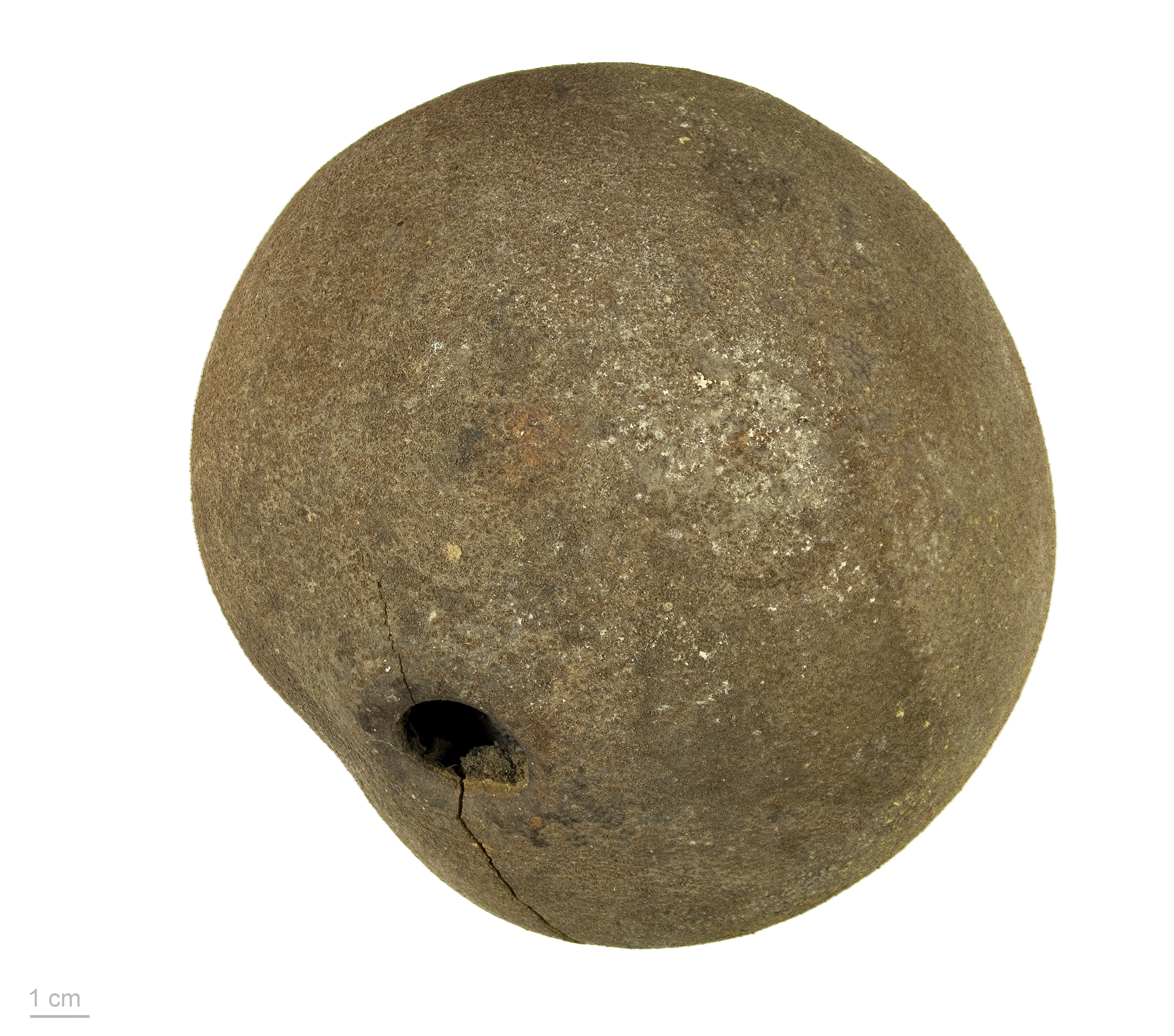
Couroupita guianensis

Crece de 20-35 m de altura,  hojas alternas, en espirales al final de las ramas, de 9-22 cm x 3-11 cm; haz glabro, envés pubescente.  Flores, solo en tallos especiales en el tronco central, anaranjadas, escarlatas o rosadas  formando racimos de 6 dm de largo. Producen frutos largamente esféricos, leñosos, de 15-24 cm de diámetro, conteniendo  numerosas (200-300) semillas. Su pulpa se oxida virando al azulino, y tiene un desagradable olor, que justifica el nombre de coco hediondo con el que se conoce este tipo de árbol en algunos países. 
La polinización la efectúan abejas y murciélagos.
Se propaga por semillas, con gran dificultad, dada su naturaleza  recalcitrante: tienen corta vida viable, no se secan bien, y no toleran bajas temperaturas.
Como el cocotero Cocos nucifera, nunca deben plantarse cerca de sendas o lugares de tránsito, pues el pesadísimo coco cae sin previo aviso. No soporta las heladas. Sin embargo, es bueno señalar que los frutos de couroupita crecen a una menor altura y junto al tronco, por lo que la posibilidad de un accidente es muy remota.

## Taxonomía
Couroupita guianensis fue descrita por Jean Baptiste Christophore Fusée Aublet  y publicado en Histoire des Plantes de la Guiane Françoise 2: 708–12, pl. 282. 1775.
Etimología

Couroupita, nombre genérico que es el nombre vernáculo del país originario .
guianensis, epíteto geográfico que alude a su localización en Guayana.
Sinonimia

| - Couratari pedicellaris Rizzini - Couroupita acreensis R.Knuth - Couroupita antillana Miers - Couroupita froesii R. Knuth - Couroupita guianensis var. surinamensis Eyma - Couroupita idolica Dwyer - Couroupita membranacea Miers - Couroupita peruviana O.Berg - Couroupita saintcroixiana R.Knuth - Couroupita surinamensis Mart. ex Berg - Couroupita venezuelensis R. Knuth - Lecythis bracteata Willd. - Pekea couroupita Juss. ex DC., nom. inval. |

## Importancia económica y cultural
Con la corteza de los frutos se hacen recipientes y utensilios. 
Importancia religiosa y espiritual
En la India, el árbol es sagrado para los hindúes, quienes creen que sus flores encapuchadas se parecen al nāga bajo el cual el estigma blanco parece un Lingam y, por lo tanto, se cultiva en los templos de Shiva. Desde entonces, el árbol bala de cañón se ha plantado en lugares religiosos budistas e hindúes de Asia con la creencia de que es el árbol de las escrituras sagradas. En Sri Lanka, Tailandia y otros países budistas Theravada se ha plantado en monasterios budistas y otros sitios religiosos.

### Uso en la medicina tradicional
Las hojas, flores y cortezas de Couroupita guianensis se utilizan en infusiones para tratar la hipertensión, los tumores, el dolor y los procesos inflamatorios. El zumo de las hojas se utiliza para afecciones cutáneas. El interior de la fruta se utiliza para desinfectar heridas y las hojas jóvenes para curar el dolor de muelas.
Es una planta considerada una planta maestra y es usada en las dietas amazónicas en Perú para fortalecer a los aprendices del curanderismo amazónico. Se utilizan para lo anterior la corteza y los frutos.
También en Panamá, un ejemplar es particularmente venerado en la provincia de Veraguas - Distrito de Río de Jesús, porque su floración ocurre cerca o en la Semana Santa.  El árbol es llamado localmente  granadillo o árbol santo y, según la creencia popular, sus flores son utilizadas para la preparación de remedios y cura de diversas dolencias.   la población le rinde culto al árbol, encendiéndole velas y rezando sobre su tronco florido 

### Madera
Presenta duramen blanco a grisáceo blanquecino, o grisáceo castaño; albura similar al color del duramen. Peso específico de 400–600 kg/m³. Es una madera de porosidad difusa, útil para muebles y construcciones.

## Nombres comunes
El árbol también se llama albaricoque salvaje de Cayena, coco ´e mono o coco hediondo (en Venezuela), boskalebas, abricó de macaco, castaño de macaco, cuia de macaco, macacarecuia (Brasil) y otros nombres.